# Kinetic Faith
Kinetic Faith é o quinto álbum de estúdio da banda de heavy metal Bride, lançado em 1991 pela gravadora Pure Metal Records.
A música "Everybody Knows My Name" tornou-se num grande sucesso, tendo mesmo ganho um GMA Dove Awards, e ainda a música "Sweet Louise" tornou-se num sucesso nas rádios cristãs. O álbum seguinte Snakes in the Playground, viria a tornar-se no maior sucesso da banda.

## Faixas
1. "Troubled Times" - 4:28
2. "Hire Gun" - 4:29
3. "Ever Fallen In Love" - 4:35
4. "Love On The Mountain" - 4:12
5. "Ski Masks and Hand Guns" - 4:30
6. "Everybody Knows My Name" - 4:23
7. "Young Love" - 3:30
8. "Kiss The Train" - 3:57
9. "Crimes Against Humanity" - 4:05
10. "Sweet Louise" - 4:42

## Créditos
- Dale Thompson - vocalista
- Troy Thompson - guitarrista
- Rick Foley - baixista
- Jerry McBroom - baterista